# Вывод войск США из Афганистана (2020—2021)
Вооружённые силы США были выведены из Афганистана 31 августа 2021 года, что завершило операции «Страж свободы» и «Решительная поддержка» НАТО. США и их союзники вторглись в страну в 2001 году, после терактов 11 сентября, в результате чего война стала самым продолжительным вооружённым конфликтом в истории США. 2 июля 2021 года (после завершения основной миссии НАТО) были созданы Передовые войска США в Афганистане для защиты дипломатического корпуса, продолжившего работу в Кабуле.

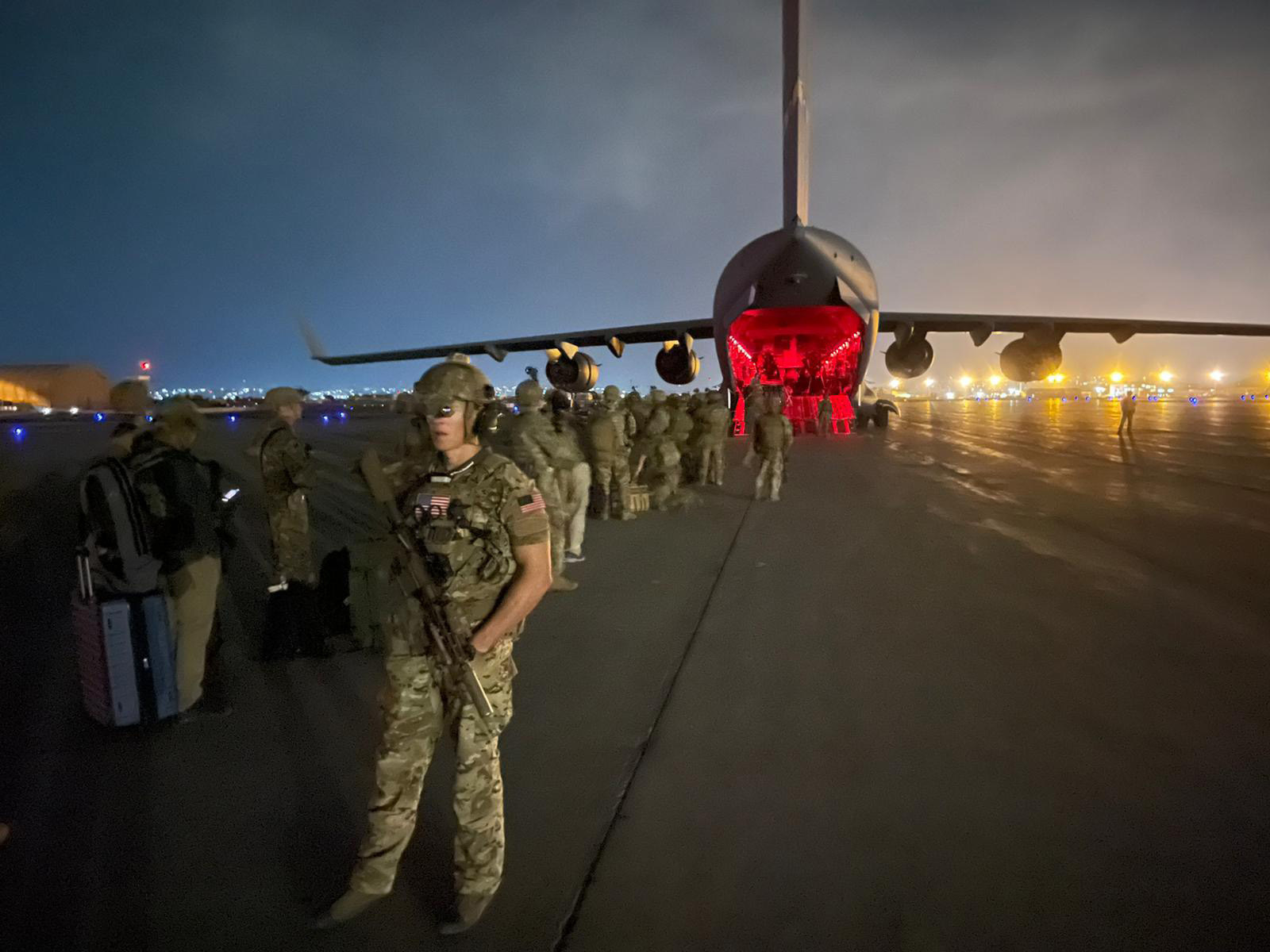
Американские солдаты садятся на транспортный самолёт

30 июля стартовала операция «Убежище для союзников»: авиация США эвакуирует из страны избранных афганских граждан (военных переводчиков), которым грозит опасность репрессий.

## Предшествующие события

### Администрация Обамы
В 2011 году президент Барак Обама объявил, что США выйдут из Афганистана к концу 2014 года, завершив операцию «Несокрушимая свобода». Несмотря на то, что к 2014 году значительное количество американских войск было выведено и Международные силы содействия безопасности НАТО завершили свою работу, 9800 американских солдат остались дислоцированными внутри Афганистана во время операции «Страж свободы», которая является частью последующей миссии НАТО «Решительная поддержка». Генерал Джон Ф. Кэмпбелл запросил дополнительно 1000 американских военнослужащих для новой военной операции.

### Администрация Трампа

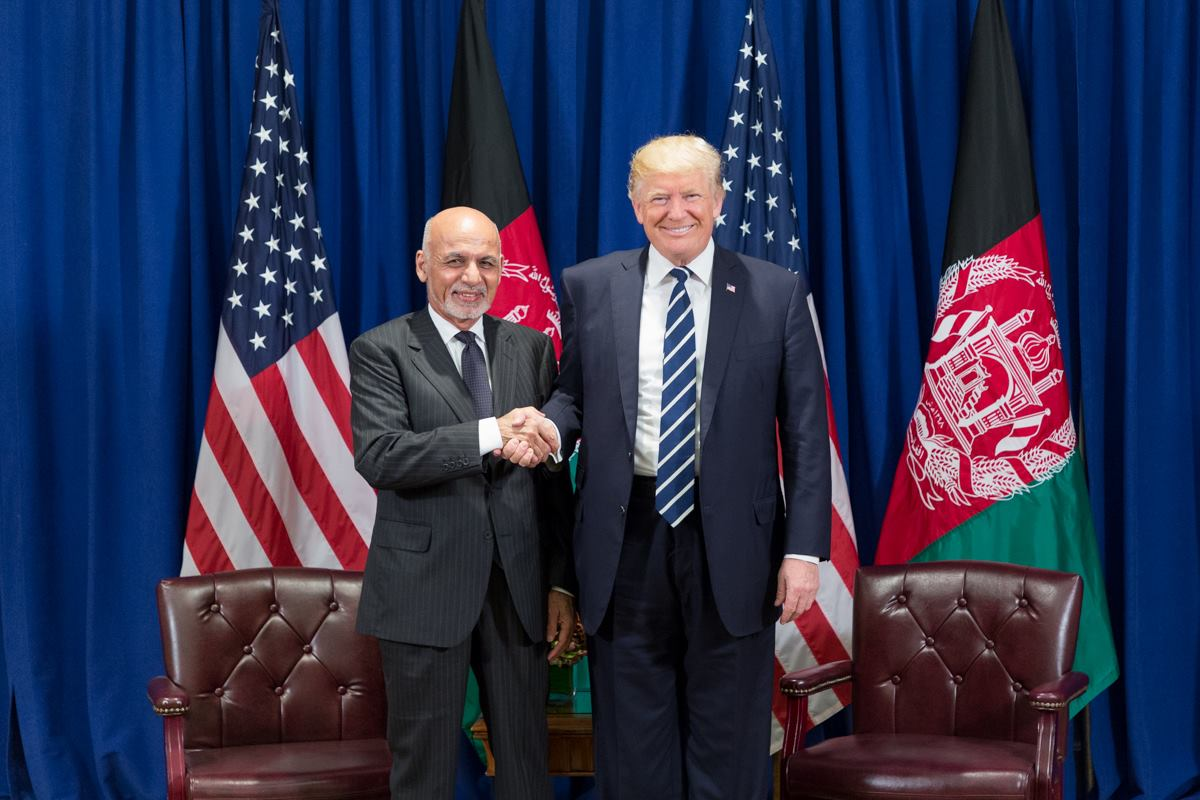
Президент США Дональд Трамп и президент Афганистана Ашраф Гани на Генеральной Ассамблее ООН, 2 октября 2017 г.

Летом 2017 года, когда официальная численность военнослужащих США в Афганистане составляла 8400 человек президент Дональд Трамп дал американским военным полномочия принимать решения об увеличении численности войск для военных операций в Сирии, Ираке и Афганистане без предварительного согласования из Белого дома. Министр обороны США Джим Мэттис похвалил это решение: «Это гарантирует, что министерство может облегчить выполнение наших миссий и оперативно согласовать наши обязательства с ситуацией на местах. Наша общая миссия в Афганистане остается прежней — обучать, консультировать и оказывать помощь афганским силам, чтобы они могли защитить афганский народ, а террористы не могли найти убежища в Афганистане для нападения на нас или других» Общие очертания стратегии США в Афганистане, действовавшей с апреля 2017 года, были описаны как «увеличение сил специальных операций для обучения, консультирования и оказания помощи афганским силам; более надежный план борьбы с элементами в Пакистане, которые помогают талибам; развертывание большей авиации и артиллерии, а также политическая приверженность выживанию нынешнего правительства в Кабуле».
21 августа 2017 года президент Трамп опубликовал стратегию своей администрации в Афганистане, заявив, что «победа будет иметь четкое определение: нападение на наших врагов, уничтожение ИГИЛ, сокрушение Аль-Каиды, предотвращение захвата талибами контроля над страной, и предотвращение массовых терактов против американцев». 24 августа командующий силами США и НАТО в Афганистане генерал Джон У. Николсон-младший подтвердил, что численность войск, стратегия и условия успеха зависят от темпов военных действий и наземных условий, не от «произвольных сроков». Трамп не уточнил, сколько военнослужащих будет задействовано в соответствии с его новой открытой стратегией, но официальным лицам Конгресса было сказано, что необходимо разместить ещё 4000 военнослужащих. The Washington Post сообщила 30 августа, что дополнительные силы США для Афганистана, вероятно, будут состоять из десантников и небольших артиллерийских отрядов морской пехоты, состоящих примерно из 100 военнослужащих на единицу, которые должны были быть рассредоточены по всей стране, чтобы заполнить бреши в поддержке с воздуха. Согласно отчету, вероятно, будет использоваться поддержка с воздуха в виде дополнительных истребителей F-16, штурмовиков A-10 и дополнительных бомбардировщиков B-52 или их комбинации. Газета также заявила: «Дополнительные силы США позволят американцам консультировать афганские войска в большем количестве мест и ближе к месту боевых действий, — заявили официальные лица США в Кабуле […]. Поскольку большее количество подразделений находится дальше от крупнейших баз страны, для прикрытия этих сил потребуются дополнительная поддержка с воздуха и артиллерия» New York Times добавила, что «американские военные смогут консультировать отдельные афганские бригады на местах вместо того, чтобы пытаться наставлять их из отдаленных штабов. Они могут активизировать действия по обучению сил специальных операций и, таким образом, существенно увеличить количество афганских спецназовцев. Это позволит американским военным командирам и военнослужащим наносить авиационные и артиллерийские удары от лица большего числа афганских подразделений».
30 августа 2017 года Министерство обороны сообщило, что в Афганистане находится больше войск, чем предполагалось ранее. Пентагон заявил, что фактическая численность контингента была ближе к 11 000, чем ранее заявленным 8 400, причем большее число включало как тайные, так и временные подразделения. Более низкая оценка численности военнослужащих была результатом вводящих в заблуждение мер бухгалтерского учёта и бюрократии.

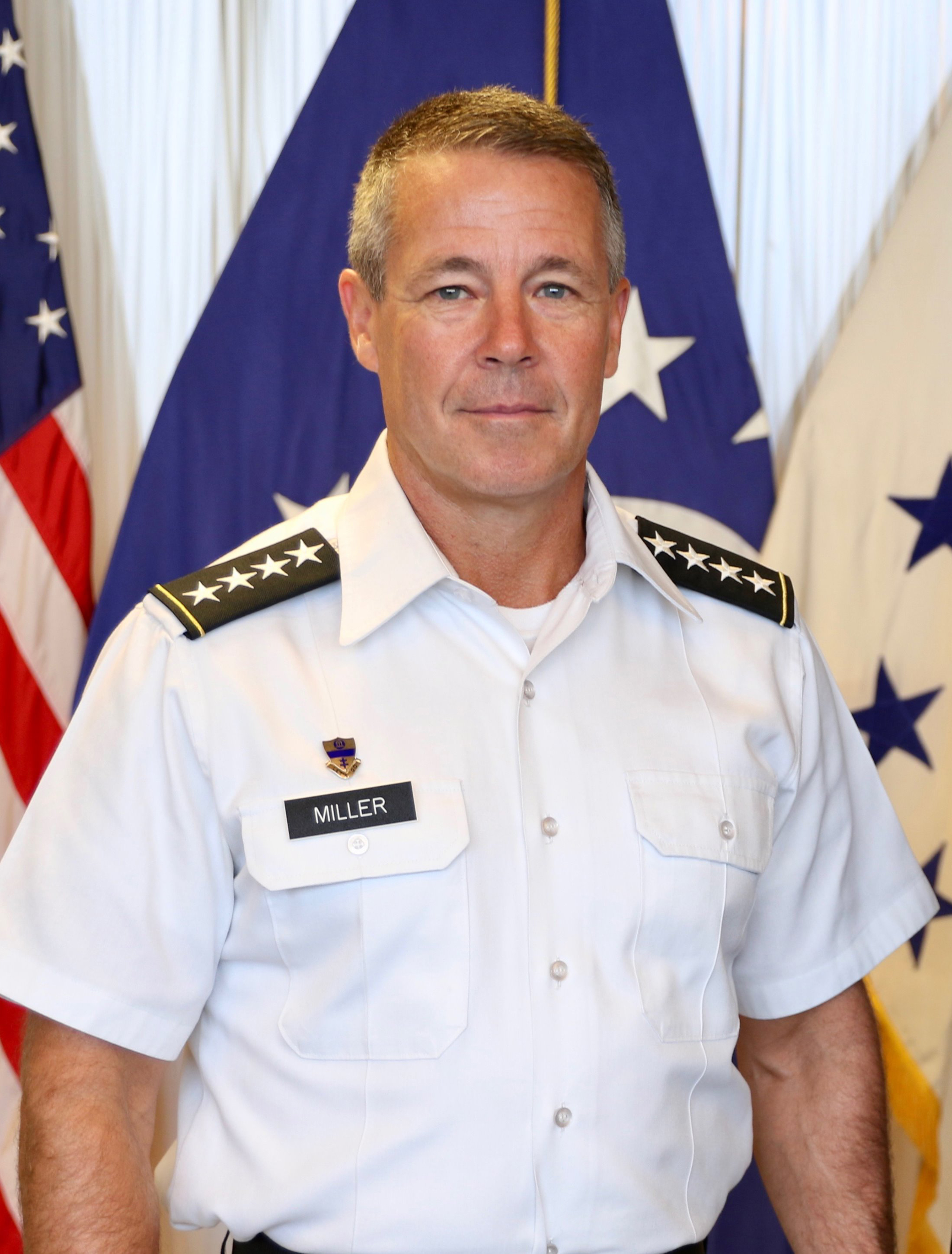
Генерал Остин Миллер стал командующим силами США и НАТО в Афганистане в сентябре 2018 года и руководил выводом войск до июля 2021 года.

В сентябре 2017 года администрация Трампа начала направлять в Афганистан более 3000 дополнительных военнослужащих, в результате чего общая численность американских военнослужащих в Афганистане превысила 14 000 человек. Когда генерал Остин «Скотт» Миллер принял командование силами США и НАТО в Афганистане в сентябре 2018 года, в стране было развернуто 15 000 американских военнослужащих.
В январе 2019 года Трамп выступил с заявлением, что война в Афганистане стала причиной распада СССР. Трамп отметил, что «Вашингтон вынужден тратить миллиарды и миллиарды долларов на Афганистан, тогда как воевать там должны расположенные рядом страны, такие как Пакистан, Индия и Россия". Трамп также заявил, что считает неразумным военное присутствие США в удаленном от них почти на 10 тысяч километров Афганистане.
В октябре 2019 года, после резкого прекращения мирных переговоров с талибами месяцем ранее, генерал Миллер объявил, что американские силы были сокращены до 13 000 за год, в результате одностороннего решения американского командования в Кабуле. Министр обороны Марк Эспер прокомментировал сокращение войск, заявив, что «генерал Миллер делает именно то, что я просил всех наших командиров, когда вступил в должность […] посмотреть, где они могут высвободить время, деньги и рабочую силу», как часть Стратегии национальной обороны, призванная постепенно сместить глобальную военную стратегию США с приоритета борьбы с терроризмом и на борьбу с Россией и Китаем. В декабре 2019 года в «Афганских документах» выяснилось, что высокопоставленные военные и правительственные чиновники в целом придерживались мнения о том, что в войне в Афганистане невозможно победить, но скрывали это от общественности. К концу 2019 года почти 2400 американцев погибли на войне, более 20 000 получили ранения.
29 февраля 2020 года США и движение «Талибан» подписали мирное соглашение под названием «Дохийское соглашение» с положениями, включающими вывод всех регулярных войск США и НАТО из Афганистана, обязательством «Талибана» предотвратить действие «Аль-Каиды» в районах, находящихся под контролем Талибана; и включающими переговоры между Талибаном и правительством тогдашней Исламской Республики Афганистан. Сделку поддержали Китай, Пакистан и Россия и единогласно одобрил Совет Безопасности ООН.
Администрация Трампа согласилась на первоначальное сокращение с 13000 до 8600 военнослужащих к июлю 2020 года с последующим полным выводом к 1 мая 2021 года, если Талибан выполнит свои обязательства. Однако администрация Байдена заявила, что США не начнут вывод войск до 1 мая и завершат вывод до 11 сентября. 8 июля Байден определил крайний срок выхода США — 31 августа. Министерство обороны заявило, что США продолжат авиаудары по талибам во время вывода войск.

### Мирное соглашение между США и Талибаном
В феврале 2020 года президент Трамп и союзники по НАТО договорились заключить сделку с талибами, предусматривающую официальный вывод боевых сил США из Афганистана. По условиям соглашения, талибы пообещали «не позволять „Аль-Каиде“ или любой другой экстремистской группировке действовать в контролируемых ими районах». В соглашении, озаглавленном «Соглашение о достижении мира в Афганистане», силы США и НАТО были выведены всерьез, и был установлен крайний срок для полного вывода войск США — 1 мая 2021 года. Трамп оставил открытой возможность возобновления военных действий, если талибы нарушат условия соглашения, пообещав, что если условия будут нарушены, «мы вернемся с силой, которой никто никогда не видел».
29 февраля 2020 года США подписали соглашение с талибами о выводе войск через 14 месяцев, если талибы поддержат условия соглашения. По состоянию на февраль 2020 года около 13 000 американских военнослужащих всё ещё находились в стране. Обе стороны договорились о постепенном выводе войск на основе условий в течение 14 месяцев, и соглашение о выводе охватывает «все вооруженные силы Соединенных Штатов, их союзников и партнеров по коалиции, включая весь недипломатический гражданский персонал, частных охранных подрядчиков, инструкторов, советников и обслуживающий персонал». На первом этапе США сократят свои силы в Афганистане примерно на 5 000 военнослужащих, до 8 600, в течение 135 дней после заключения соглашения между США и Талибаном. В ходе постепенного вывода войск талибам и афганскому правительству придется выработать более конкретное соглашение о разделении власти. Эти временные рамки дали бы правительству прикрытие американской военной защиты во время переговоров. Госсекретарь США Майк Помпео заявил, что оставшиеся войска США послужат рычагом для обеспечения выполнения талибами своих обещаний. Если Талибан выполнит свои обязательства по отказу от «Аль-Каиды» и начнет внутриафганские мирные переговоры, США согласятся на полный вывод всех оставшихся американских сил из Афганистана в течение десяти месяцев. США и их союзники по НАТО согласились вывести все войска в течение 14 месяцев, если боевики поддержат сделку.
1 марта 2020 года мирное соглашение столкнулось с серьёзной проблемой, когда президент Гани заявил на пресс-конференции, что афганское правительство, которое не было стороной в сделке, отклонит призыв к соглашению провести обмен пленными с Талибаном предложенным в начале внутриафганских переговоров 10 марта 2020 года, заявив, что «правительство Афганистана не взяло на себя никаких обязательств по освобождению 5 000 заключенных талибов», что «соглашение, подписанное за закрытыми дверями, будет иметь основные проблемы в его реализации в последующем», и что «освобождение заключенных — в полномочиях не Соединенных Штатов, а правительства Афганистана». Гани также заявил, что любой обмен пленными «не может быть предпосылкой для переговоров», но должен быть частью переговоров.

### Вывод войск в 2020 г.
Часть американских войск была выведена из Афганистана 9 марта 2020 года, как того требует мирное соглашение между США и Талибаном.
10 марта 2020 года Центральное командование США отклонило сообщения о том, что американские военные разработали план вывода всех американских войск из Афганистана. Генерал Кеннет Ф. Маккензи-младший, глава Центральное командование также заявило, что план заключался в сокращении численности американских войск в Афганистане до 8600 в течение 14 месяцев. Позже армия США подтвердила, что летом 2020 года в Афганистан будут отправлены дополнительные войска.
По данным Центрального командования, США сократили численность афганских военнослужащих до 8600 к 18 июня 2020 года, в соответствии с мирным соглашением Талибана от февраля 2020 года.
1 июля 2020 года, после сообщений в СМИ об участии талибов в предполагаемой российской программе вознаграждения американским войскам, Комитет по вооруженным силам Палаты представителей США проголосовал за поправку к Закону о государственной обороне, чтобы установить дополнительные условия, которые должны быть выполнены, прежде чем президент Трамп сможет продолжить вывод войск из Афганистана, включая требование оценки того, предложила ли какая-либо страна помощь талибам для нападения на США и войска коалиции, а также запретить финансирование сокращения численности войск до менее 8000 и снова до 4000, если администрация не подтвердит, что это не поставит под угрозу американскую интересы в Афганистане.

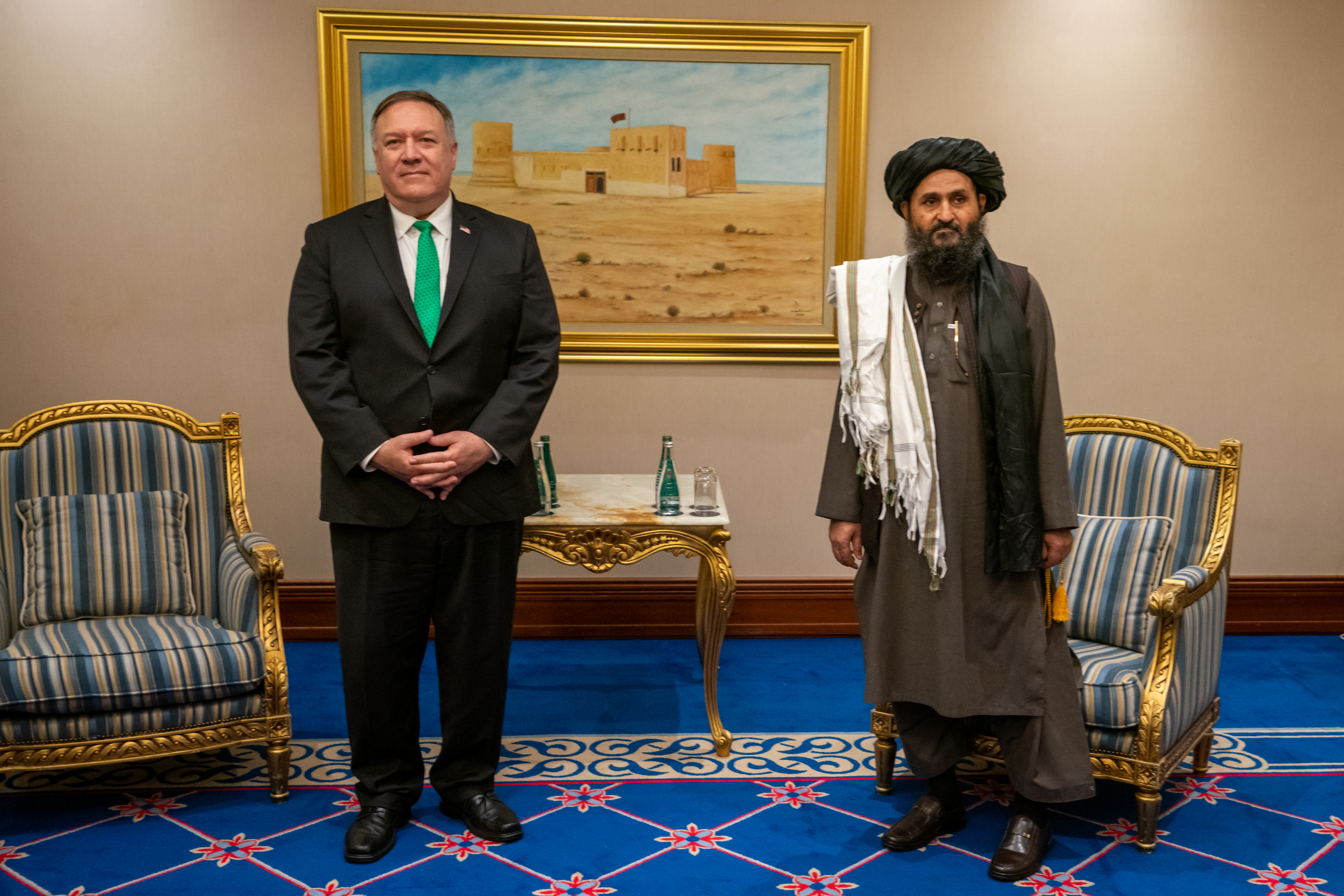
Госсекретарь США Майк Помпео и Абдул Гани Барадар на встрече с делегацией Талибана в Дохе (Катар), 12 сентября 2020 года

1 июля 2020 года Сенат США отклонил попытку внесения Рэндом Полом поправки в Закон о разрешении на национальную оборону, которая потребовала бы вывода всех сил США из Афганистана в течение года и положила бы конец 19-летней войне..
8 августа министр обороны Марк Эспер заявил, что Соединённые Штаты сократят численность войск до менее 5000 к концу ноября 2020 года.
В августе 2020 года сотрудники разведки США подсчитали, что иранское правительство предложило награду связанной с Талибаном сети Хаккани за убийство иностранных военнослужащих, в том числе американцев, в Афганистане. Согласно CNN, администрация Дональда Трампа «никогда не упоминала о причастности Ирана к бомбардировкам. Это упущение, по словам нынешних и бывших официальных лиц, было связано с бо́льшим приоритетом мирного соглашения и вывода войск из Афганистана».
17 ноября 2020 года исполняющий обязанности министра обороны США Кристофер Миллер объявил о дальнейшем выводе войск к 15 января 2021 года, в результате чего в Афганистане и Ираке останется 2500 военнослужащих, по сравнению с предыдущим числом 4500 и 3000 человек соответственно. Советник президента США по национальной безопасности Роберт О’Брайен выступил с заявлением от имени президента Трампа, в котором он надеялся, что новая администрация Байдена добьется того, чтобы все американские войска вернулись домой к ранее согласованному сроку — 1 мая 2021 года. Джо Байден ранее заявлял о своей поддержке вывода американских войск из Афганистана во время своей президентской кампании, хотя он не исключал вероятность того, что США будут «открыты для сохранения небольшого количества войск в стране, чья миссия будет заключаться в сосредоточении исключительно на контртеррористических операциях».
17 ноября 2020 года Пентагон объявил, что сократит численность американских войск в Афганистане с 4500 до 2500 к середине января, то есть к 15 января 2021 года, до истечения срока полномочий президента Трампа 20 января 2021 года. Советник США по национальной безопасности Роберт О’Брайен заявил, что оставшиеся в Афганистане войска будут защищать американских дипломатов, американское посольство и другие учреждения правительства США, выполняющие важную работу в Афганистане, что позволит союзникам США выполнять свою работу в Афганистане. и сдерживать врагов Америки в Афганистане. Объявление подверглось критике со стороны членов Сенаторов, таких как лидер большинства в Сенате Митч МакКоннелл или сенатор Джек Рид от Род-Айленда. Генеральный секретарь НАТО Йенс Столтенберг предупредил в своем заявлении, что «цена слишком раннего или несогласованного ухода может быть очень высокой». Критики заявили, что вывод афганских войск не только подорвет и без того хрупкую безопасность в регионе, но также заявили, что сокращение войск не только нанесёт ущерб продолжающимся мирным переговорам между боевиками Талибана и правительством Афганистана, но и подорвет хрупкую безопасность в Афганистане. По словам высокопоставленного представителя министерства обороны, условия, используемые для оценки сокращения численности, теперь основаны на том, окажется ли под угрозой национальной безопасности сокращение численности военнослужащих в Афганистане до 2500 человек. «Мы не думаем, что это так», — сказал представитель. Другое условие заключалось в том, «можем ли мы сохранить позиции в Афганистане, которые позволят нам выполнять нашу миссию вместе с нашими союзниками и партнерами». Это заявление вызвало беспокойство в Афганистане, поскольку войска США считаются преградой против талибов. Существуют опасения по поводу возрождения талибов в Афганистане. Атикулла Амархель, генерал афганской армии в отставке и военный аналитик, сказал New York Times, что талибы «сильнее, чем в прошлом, и если американцы уйдут и не поддержат афганскую армию и не будут ей помогать, они долго не будут сопротивляться. и Талибан возьмет верх. Это то, что меня больше всего пугает».

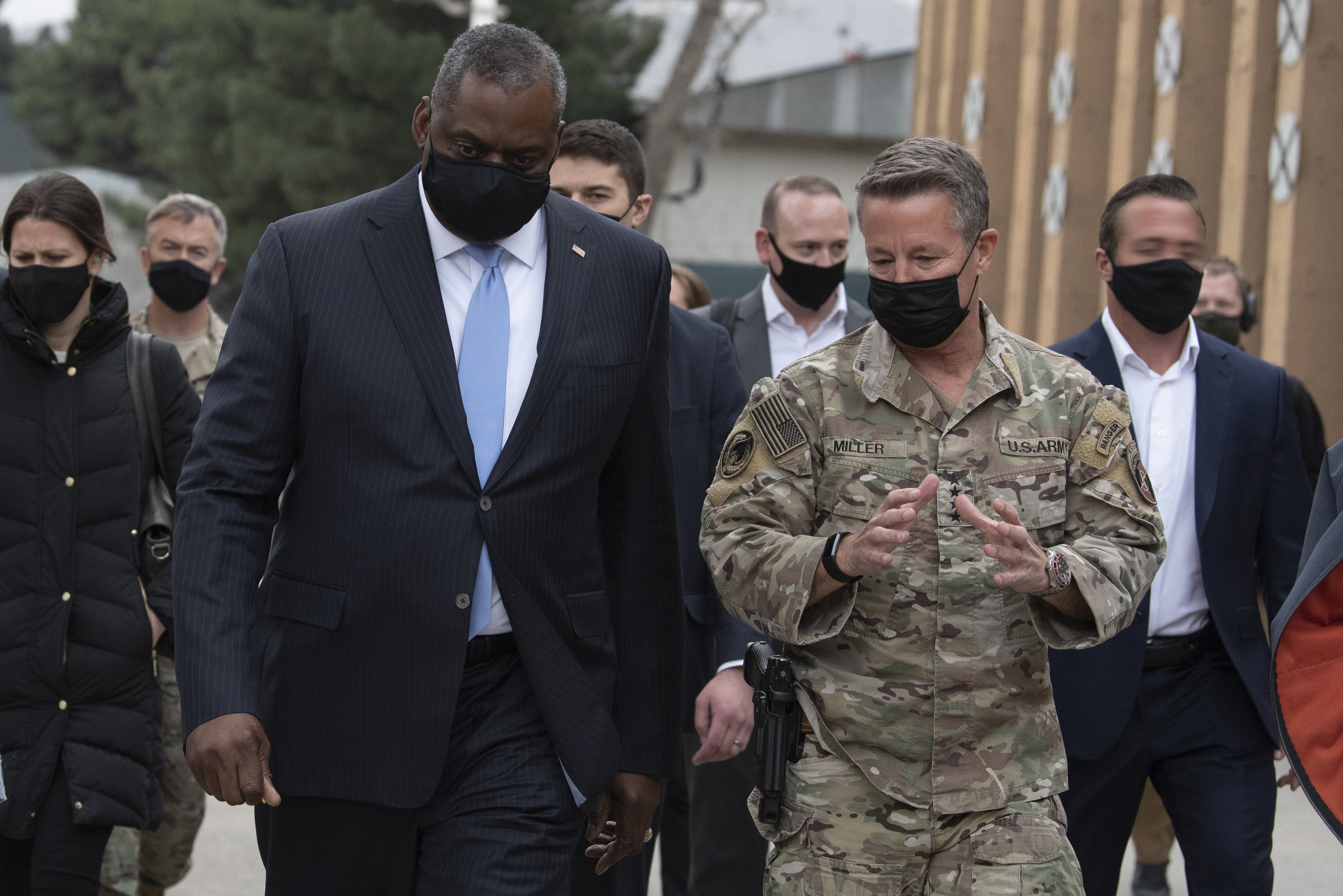
Генерал Остин Миллер и министр обороны Ллойд Остин в Афганистане, март 2021 года

Администрация Трампа завершила сокращение численности военнослужащих до 2500 человек в январе 2021 года, что является самым низким числом американских солдат в Афганистане с 2001 года.
По данным Центрального командования США, по состоянию на январь 2021 года на каждого военнослужащего США, остающегося в Афганистане, приходилось более семи контрактников, что составляет более 18 тыс. контрактников.

## Администрация Байдена
В январе 2021 года советник по национальной безопасности президента Джо Байдена Джейк Салливан заявил, что США пересмотрят мирное соглашение, чтобы эффективно вывести оставшиеся 2500 солдат из Афганистана. Байден поддержал полный выход в 2014 году, но первоначально было неясно, будет ли он поддерживать крайний срок выхода Трампа в мае 2021 года. В марте 2021 года в новостных сообщениях говорилось, что президент Байден потенциально рассматривает возможность сохранения сил США в Афганистане до ноября 2021 года.
14 апреля 2021 года Байден объявил о своем намерении вывести все регулярные войска США к 11 сентября 2021 года, к 20-й годовщине терактов 11 сентября и через четыре месяца после первоначально запланированного крайнего срока 1 мая. За день до объявления Байден позвонил бывшим президентам США Джорджу Бушу и Бараку Обаме по поводу своего решения о выводе. Госсекретарь США Энтони Блинкен заявил, что решение было принято для того, чтобы сосредоточить ресурсы на Китае и пандемии COVID-19. Сообщается, что после вывода войск США рассматривают варианты передислокации войск, такие как перебазирование на корабли ВМС США, в страны Ближнего Востока или страны Центральной Азии, такие как Таджикистан.

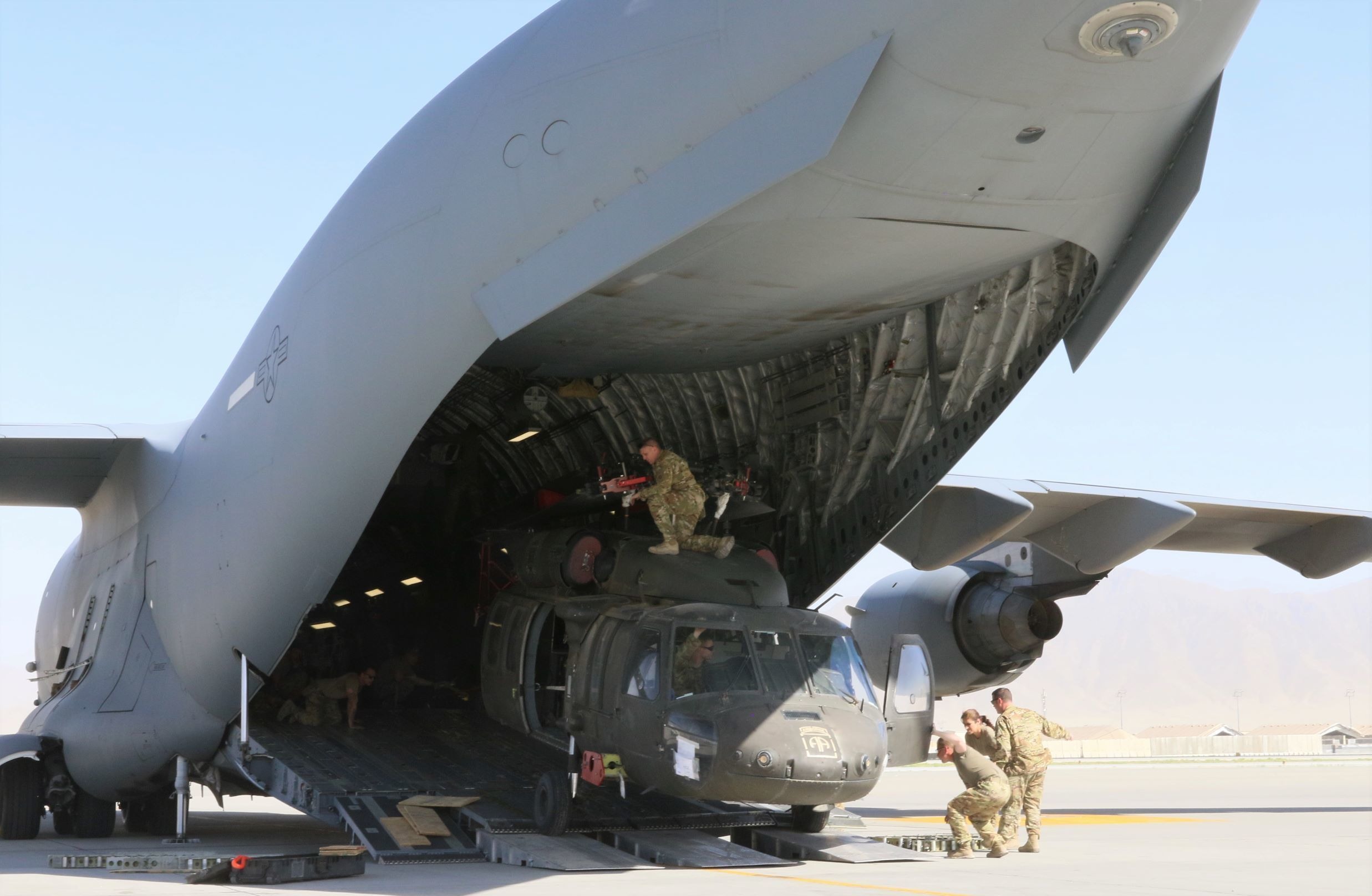
Солдаты загружают вертолёт UH-60L Black Hawk в самолёт C-17 Globemaster III для вылета с аэродрома Баграм, 16 июня 2021 г.

18 февраля 2021 года генеральный секретарь НАТО Йенс Столтенберг заявил, что альянс не принял решения о том, как действовать в отношении вывода войск. Ожидается, что Великобритания выведет свои оставшиеся 750 военнослужащих Миссии «Решительная поддержка» одновременно с США. Согласно плану, войска НАТО также будут выводить свои оставшиеся 750 военнослужащих. США указали, что некоторые войска (точное количество ещё не определено) останутся в стране для обеспечения дипломатической безопасности и неясно, что произойдет с несколькими сотнями сил специальных операций США, работающих на ЦРУ по противодействию терактов. Новый директор ЦРУ Уильям Джозеф Бернс заявил 14 апреля 2021 года Комитету по разведке Сената США, что «здесь возникает значительный риск после вывода американских вооруженных сил и вооруженных сил коалиции», но добавил, что США сохранят «набор возможностей» Администрация президента Байдена намерена использовать широкий спектр инструментов иностранной полиции — от военной оккупации до полного отказа.
2 июля 2021 года Германия и Италия вывели свои войска из Афганистана. В тот же день американские войска покинули аэродром Баграм.
Афганские официальные лица жаловались, что американцы уехали, не уведомив нового афганского командира, в течение более чем двух часов после того, как покинули базу. В результате база была разграблена мародёрами, прежде чем правительство Афганистана смогло взять аэродром под свой контроль.
Тем временем велись боевые действия между талибами и афганскими правительственными силами, при этом аналитики «Аль-Джазиры» утверждали, что талибы «стоят у ворот Кабула».
8 июля президент Байден объявил, что официальное завершение войны в Афганистане состоится 31 августа 2021 года.
12 июля Остин Миллер ушёл со своего поста командующего силами США и НАТО в Афганистане.
21 июля ВВС США нанесли авиаудары по позициям талибов в Афганистане.

#### Операция «Убежище для союзников»
22 июля 2021 года Палата представителей США проголосовала за принятие Закона о союзниках. Этот закон улучшит положение и предоставит визы афганским переводчикам, работавшим на американский персонал во время войны.

## «Передовые войска США в Афганистане»
см. Передовые войска США в Афганистане

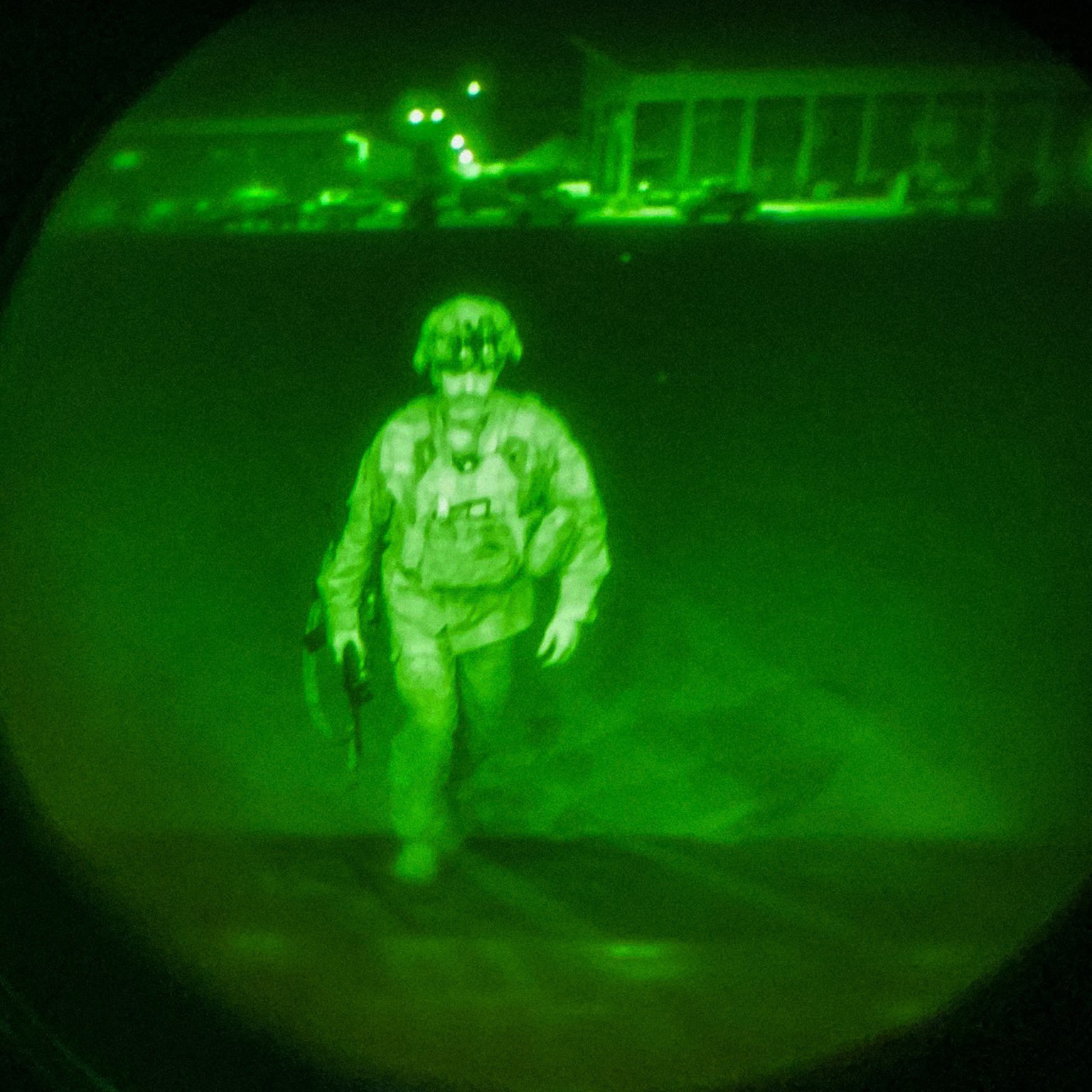
Генерал-майор Кристофер Донахью поднимается на борт самолёта в ночь на 31 августа 2021 года

Около 650 американских военнослужащих оставались в Афганистане в начале августа 2021 года, согласно графику, составленному несколькими месяцами ранее. Им было поручено охранять аэропорт и посольство.
Однако к 12 августа, когда талибы всего за несколько дней захватили 18 из 34 столиц провинций, включая Герат и Кандагар, США и Великобритания заявили, что отправят больше войск для эвакуации сотрудников посольства, других граждан США и Великобритании, а также их местные переводчики. С этой целью США планировали отправить 3000 военнослужащих, а Великобритания планировала отправить 600 военнослужащих в составе сил США в Афганистане..
14 августа Мазари-Шариф был взят талибами. В этот день США увеличили численность своих войск до 5 тыс. человек..
15 августа талибы захватили Кабул, свергнув Исламскую Республику Афганистан, президент Ашраф Гани бежал из страны, талибы заняли президентский дворец. Однако 5 тыс. американских военнослужащих все ещё оставались в Кабуле, а войска НАТО по-прежнему присутствовали в международном аэропорту Хамида Карзая.
В тот же день правительство США приказало направить в Афганистан 1000 дополнительных военнослужащих 82-й воздушно-десантной дивизии, в результате чего общая численность американских военнослужащих в Кабуле достигла 6000 человек..
16 августа президент Байден объявил о развертывании ещё тысячи военнослужащих 82-й воздушно-десантной дивизии, в результате чего общая численность военнослужащих достигла 7000 человек.
Был выпущен официальный запрет на действия военных США за пределами аэропорта Кабула.
27 августа — подрыв смертника у ворот Abbey аэропорта Кабула: погибли 13 американских военных, ещё 18 пострадали; также в результате взрыва и ответного огня американских военных погибли не менее 200 жителей Афганистана, ещё более 1,3 тыс. человек пострадали.
29 августа — в результате ответного удара американского беспилотника в Кабуле (военные США заявили, что нанесли удар по автомобилю, поскольку он перевозил большое количество взрывчатки и представлял непосредственную угрозу кабульскому аэропорту) погибли 10 мирных жителей, включая семь детей, позже это было признано «ошибкой».
В ночь с 30 на 31 августа последний американский военный (командир 82-й воздушно-десантной дивизии генерал-майор Кристофер Донахью) покинул Афганистан. Талибы устроили по этому поводу ночной фейерверк над территорией Кабульского международного аэропорта.
После вывода американских войск, военными США было оставлено на территории Афганистана вооружений на сумму 7 млрд долларов

## Анализ

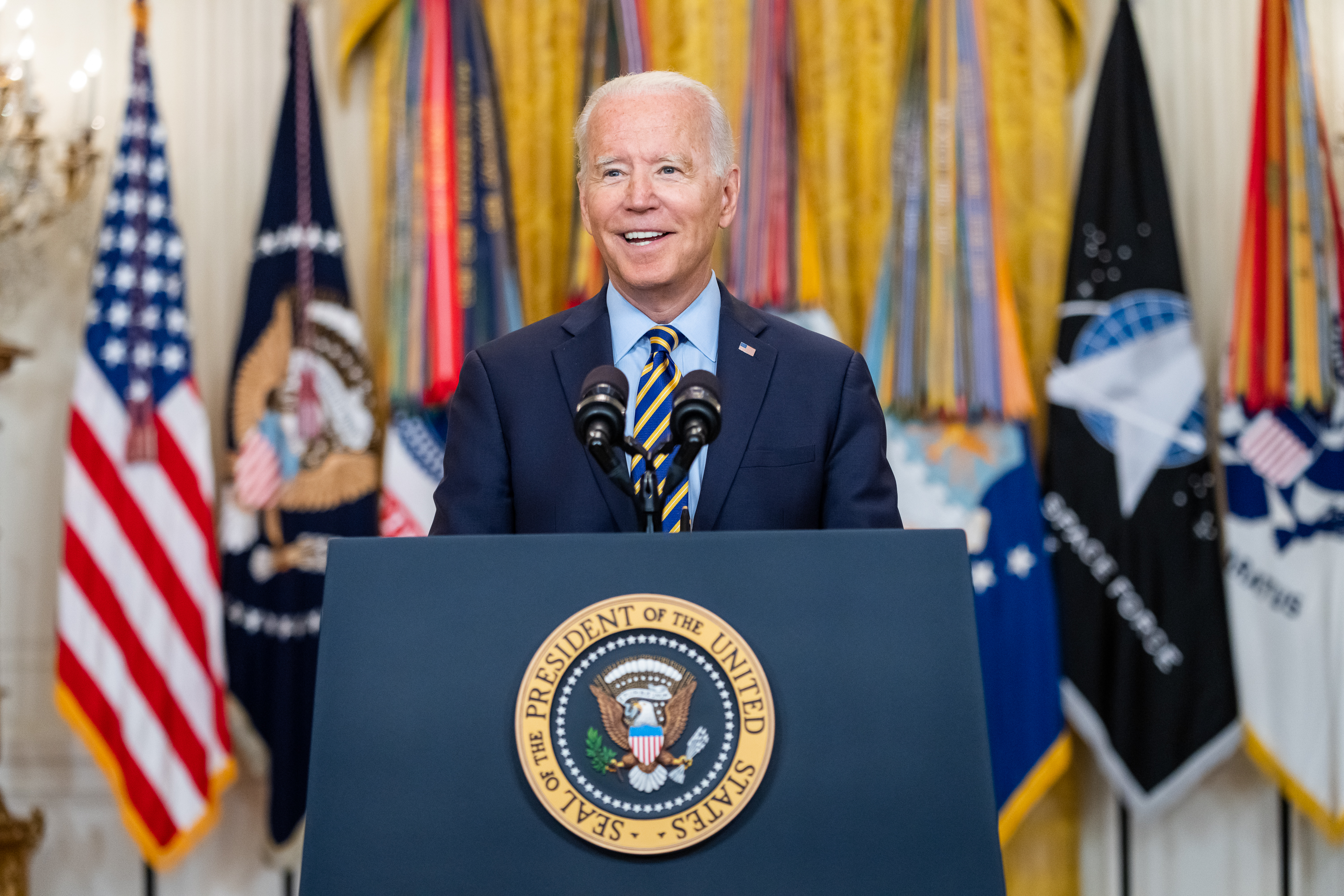
8 июля президент Джо Байден заявил: «Вероятность того, что Талибан захватит все и захватит всю страну, очень маловероятна».

По мнению некоторых медиа-аналитиков, таких как Александр Назарян из Yahoo! News, отзыв был включен в число других обещаний, которые Байден нарушил вместе с Обамой и Трампом, и рассматривался как поддержание обещания, данного Байденом перед тем, как стать президентом, что его срок не будет «третьим сроком Обамы», потому что «президент Трамп сменил пейзаж». 

Профессор Принстона Джулиан Зелизер заявил, что Байден «явно многому научился за время своего пребывания на посту президента Обамы». 

Журналист «Вашингтон пост» Стивен Левингстон писал: «Обама выслушал военачальников, которые сказали ему, что уход будет ошибкой. Между тем Байден был высшим должностным лицом администрации, отстаивавшим гораздо более ограниченную роль американских войск в Афганистане. Позже Байден скажет, что по „языку тела“ Обамы он мог сказать, что он согласен с этой оценкой, хотя в конечном итоге он её отверг». 

Историк из Гарварда Джеймс Клоппенберг заявил: «Только глупец был бы уверен, что знает все ответы [когда дело дошло до Афганистана]. Обама не был глупцом».
17 апреля 2021 года издание The Diplomat сообщило о внутренних и внешних вызовах для Афганистана после вывода войск США с точки зрения гражданского общества Афганистана.
Редакция «Вашингтон пост» критически высказалась об отзыве в статье от 2 июля 2021 года, заявив, что США позволяют своему союзнику постоять за себя, против Талибана, с недостаточными ресурсами, написав, что «спуск от тупика к поражению может быть крутым и мрачным. Мы задаемся вопросом, полностью ли [Байден] учел последствия».
«Теперь мы точно знаем, что покидать страну, в которой не удалось добиться решающей победы, можно очень по-разному. Мы хорошо помним вывод последних подразделений советского „ограниченного контингента“ из Афганистана в феврале 1989-го, а в нынешнем августе на наших глазах произошло окончание военной миссии США в этой стране. СССР оставил за собой государство, которое вело боевые действия и контролировало все крупнейшие города Афганистана три следующих года, а США поспешно покидали страну, не успев даже эвакуировать всех своих граждан, потому что так и не смогли выстроить государство на афганской территории», — считает обозреватель ИА «Фергана» Александр Рыбин, неоднократно бывавший в Афганистане.

## Реакция

### Ответ талибов

Карта Афганистана с изображением наступления талибов (лето 2021 года)

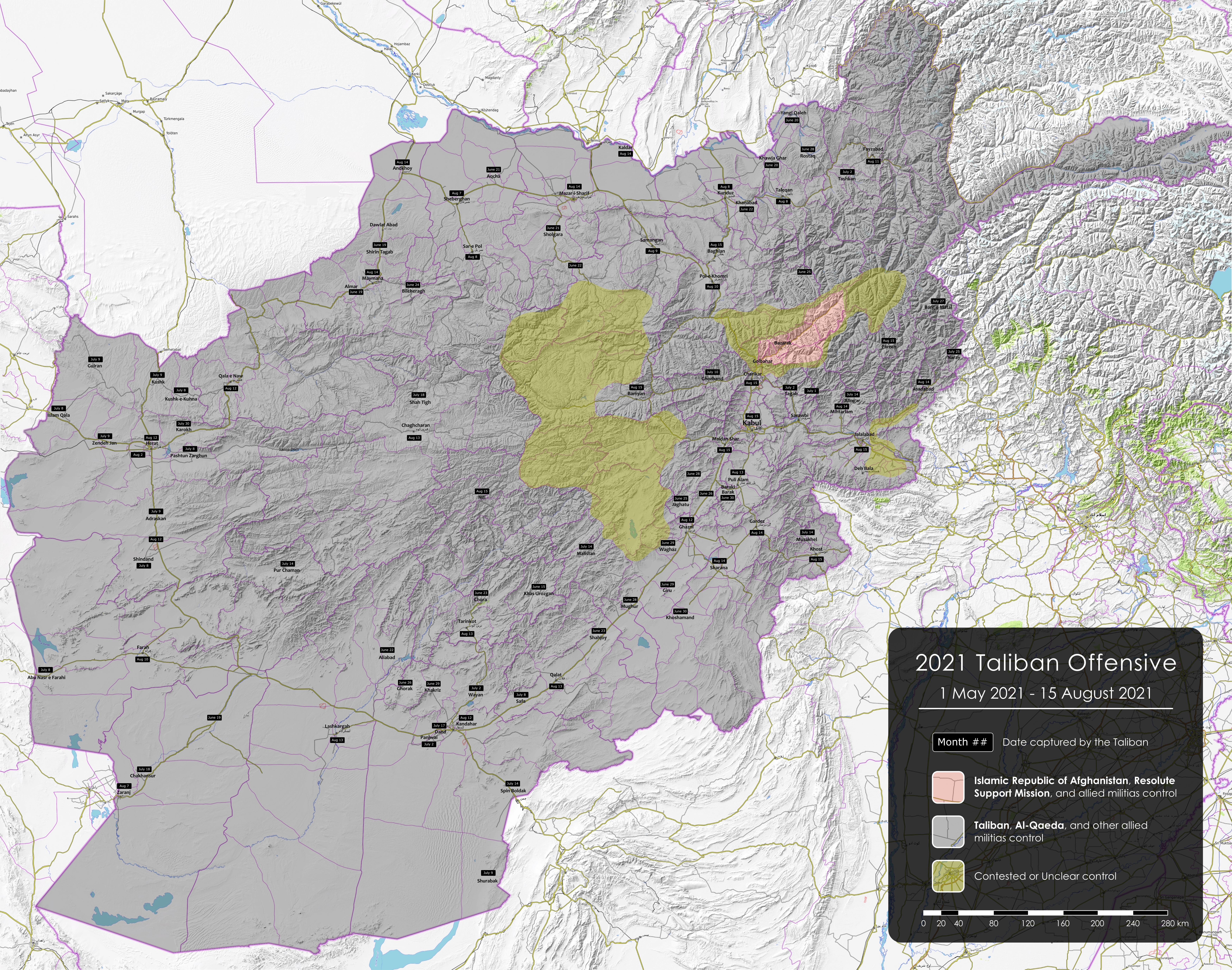
Карта Афганистана с изображением наступления талибов (осень 2021 года)

В мае 2021 года администрация Байдена объявила о безоговорочном выводе сил США и НАТО, фактически отменяя условия Дохийского соглашения, заключенного Залмаем Халилзадом в 2020 году. Услышав эту новость, талибы начали наступление, быстро продвигаясь вперед, опережая афганские вооруженные силы. К 12 июля 2021 талибы захватили у афганской национальной армии 139 районов.
Согласно отчёту американской разведки, афганское правительство должно было рухнуть в течение шести месяцев после вывода войск, однако позже американские военные изменили оценку, заявив, что крах произойдет гораздо раньше.
Различные представители движения «Талибан», в том числе Сухайль Шахин и Мохаммад Наим, выступили с заявлениями о том, что все иностранные силы должны быть выведены из Афганистана. Талибан (самопровозглашенный «Исламский Эмират») отказался участвовать в каких-либо переговорах до тех пор, пока все иностранные силы не будут выведены из страны.
По данным «Вашингтон пост», местные ополченцы на севере страны ведут боевые действия против талибов. На кадрах, сделанных 16 июня и опубликованных 13 июля, видно, как боевики Талибана казнили 22 афганских военнослужащих, которые пытались сдаться.
21 июля генерал Армии США, председатель Объединённого комитета начальников штабов Марк Милли, сообщил, что половина всех районов Афганистана находится под контролем талибов, и это заявление было «в некотором роде» на стороне талибов.
В июле 2021 Совет Безопасности ООН сообщил, что члены «Аль-Каиды на Индийском субконтиненте» (АКИС) по-прежнему присутствуют в 15 провинциях Афганистана и действуют под защитой талибов в провинциях Кандагар, Гильменд и Нимроз, в нарушение Дохийского соглашения.
Президент Джо Байден выступил в защиту вывода войск США, заявив, что следует доверять «способностям афганских вооруженных сил, которые лучше подготовлены, лучше оснащены и […] более компетентны с точки зрения ведения войны». По мере того, как талибы захватывали город за городом, включая Лашкар-Гах и Кандагар, где были развернуты элитные силы афганского правительства, администрация Байдена продолжала защищать вывод своих войск и поддерживать «политический процесс» в Афганистане, заявляя, что афганским лидерам необходимо «проявить политическую волю на данном этапе, дать отпор». По словам президента, «афганские лидеры должны собраться вместе».

### Международная реакция
Первоначальное объявление администрации Байдена о полном выводе войск к 11 сентября 2021 года вызвало как критику, так и поддержку в США.
Сенаторы Митч Макконнелл, Линдси Грэм, Джим Инхоф, Митт Ромни, Джони Эрнст и Джинн Шейхин раскритиковали уход, в то время как Патрик Лихи, Барбара Ли, Элизабет Уоррен, Берни Сандерс, Ро Ханна, Рэнд Пол и Джек Рид поддержали решение. Бывший президент Дональд Трамп, утверждая, что уход был «прекрасным и позитивным делом», критиковал Байдена за то, что он выбрал 11 сентября в качестве дня выхода, осуждал продление крайнего срока как «мы можем и должны выйти раньше», призвав к США уйти «как можно ближе» к 1 мая, и 11 сентября «должно оставаться днем размышлений и памяти тех великих душ, которые мы потеряли». Бывший госсекретарь США Хиллари Клинтон заявила, что были «как предвиденные, так и непредвиденные последствия пребывания и отъезда». Одним из таких последствий, по её словам, был потенциальный крах афганского правительства, что привело к захвату власти талибами и новой гражданской войне. Бывший президент Джордж Буш, который руководил вторжением США в Афганистан в 2001 году, сказал, что вывод войск «обеспокоил» его и что он полагал, что он может «создать вакуум, и в этот вакуум, вероятно, придут люди, которые считают женщин гражданами второго сорта». В интервью Deutsche Welle 14 июля 2021 года Буш подтвердил свое несогласие с выводом войск.

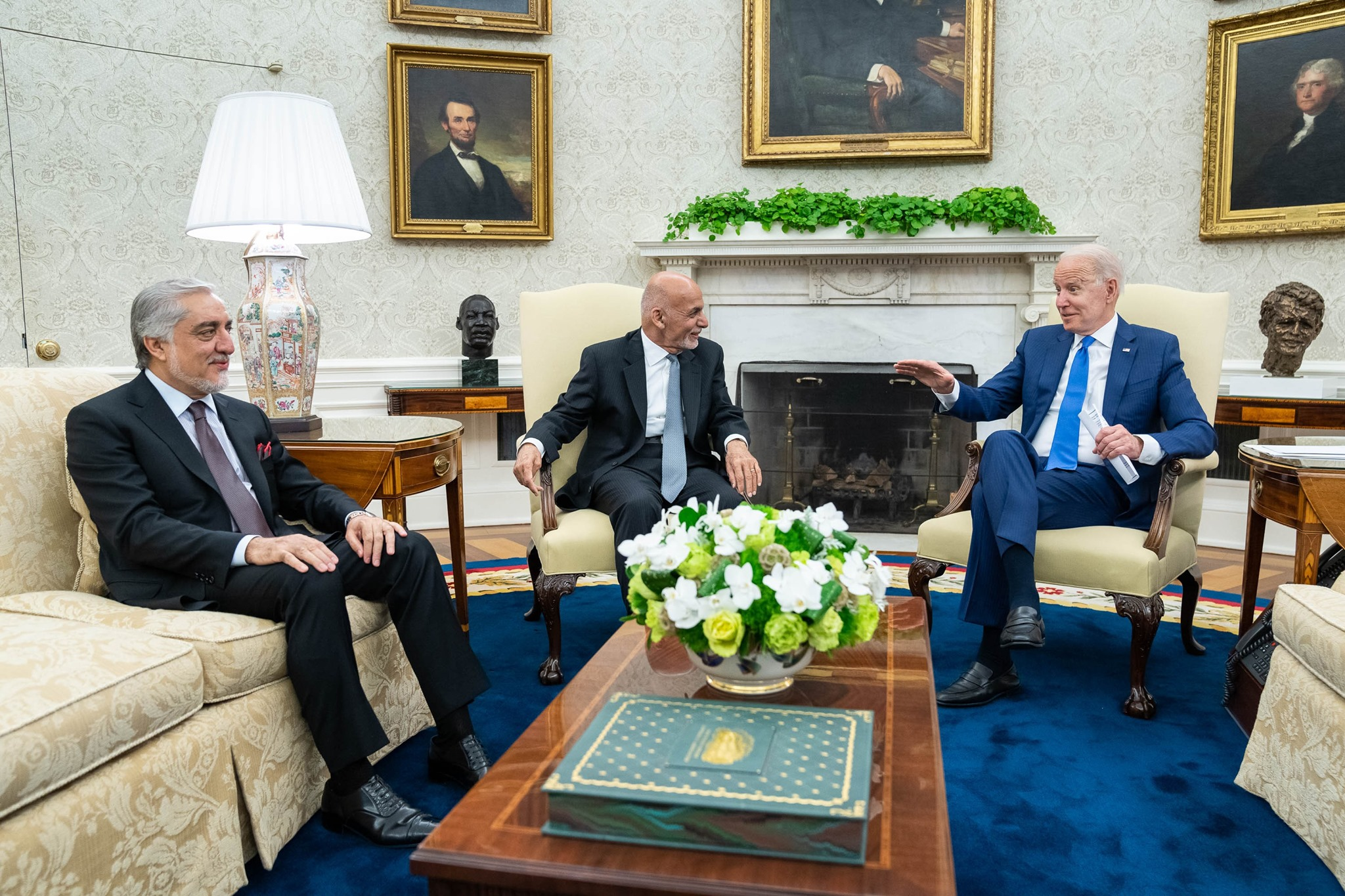
Встреча президента США Джо Байдена с президентом Афганистана Ашрафом Гани и председателем парламента Абдуллой Абдуллой, 25 июня 2021 г.

Министр обороны Великобритании Бен Уоллес упомянул, что США поставили Великобританию в «очень трудное положение» после вывода войск, хотя впоследствии они последовали их примеру. На диалоге «Раисина» в 2021 году министр иностранных дел Ирана Мохаммад Джавад Зариф заявил, что вывод войск был долгожданным шагом, добавив, что иностранные войска не могут принести мир в Афганистан.
Существуют опасения, касающиеся роста насилия и нестабильности в Афганистане после вывода войск США. 25 мая 2021 года Австралия закрыла свое посольство в Кабуле из соображений безопасности. Бельгия и Франция отозвали своих дипломатов. 19 июня посольство Китая в Афганистане выпустило предупреждение о поездках, призвав китайских граждан «как можно скорее покинуть Афганистан» и потребовав от китайских организаций «принять дополнительные меры предосторожности и усилить свою готовность к чрезвычайным ситуациям по мере ухудшения ситуации» в стране. 2 июля китайское правительство отправило чартерный рейс авиакомпании XiamenAir для эвакуации 210 китайских граждан из Кабула.
Два президента Афганистана после вторжения 2001 года, Хамид Карзай и Ашраф Гани, критиковали «внезапный» вывод войск США из страны как придание импульса продвижению талибов, а Карзай призвал Соединённые Штаты «положить конец этой неудавшейся миссии».